# Station Kontich-Dorp
Station Kontich-Dorp is een voormalig spoorwegstation in de gemeente Kontich op de voormalige spoorlijn 61 (Kontich - Aalst). In 1954 werd de goederenkoer gesloten.
Om dit station bij zijn opening in te onderscheiden van het bestaande langs lijn 25, werd oorspronkelijk de naam Kontich (West) gehanteerd.
Ten oosten van dit station lag de spoorwegdriehoek tussen station Kontich-Dorp, station Mortsel-Oude-God en station Kontich-Kazerne, waar aan de noordelijke tak naar Mortsel het station Edegem lag.
Het station van het Type 1873 werd gesloten voor reizigers in 1952, voor goederen in 1969 en werd afgebroken tussen 1970 en 1972.
Locatie: aan huidige Spoorwegstraat te Kontich: 51°08'10.9" Noord 4°26'27.3" Oost (51.136375 N, 4.440913 E).
0,0: Kontich ·
2,0: Edegem ·
3,8: Kontich-Dorp ·
8,8: Reet ·
12,1: Boom-Krekelenberg ·
14,0: Boom ·
18,5: Willebroek ·
21,7: Tisselt-West ·
26,1: Londerzeel-Oost ·
27,5: Londerzeel ·
30,7: Steenhuffel ·
34,2: Peizegem ·
37,4: Opwijk ·
40,3: Nijverseel ·
41,8: Baardegem ·
44,2: Moorsel ·
46,2: Mijlbeke ·
49,3: Aalst